# 槙楠雪盾介殼蟲
槙楠雪盾介殼蟲（学名：Chionaspis machilicola）为盾介殼蟲科雪盾介殼蟲屬下的一个种。